# Boris Pasternak
Boris Leonidovici Pasternak (n. 29 ianuarie/10 februarie 1890, Moscova, Imperiul Rus – d. 30 mai 1960, Peredelkino, RSFS Rusă, URSS) a fost un poet și scriitor evreu rus, laureat al Premiului Nobel pentru Literatură în 1958.

## Motivația Juriului Nobel
" ... pentru deosebită măiestrie atinsă în poezia lirică contemporană, precum și în domeniul marilor tradiții epice rusești.".

## Biografia lirică
Este fiul lui L. O. Pasternak, membru al Academiei de arte. Se naște și crește într-o familie de artiști profesioniști, în familia pictorului Leonid Pasternak și a pianistei Rosa Kaufman de unde provin și preocupările sale timpurii pentru diverse arte: desenează bine din copilărie; se ocupă de compoziția muzicală, influențat fiind de A. N. Skriabin, prieten al tatălui său; în altă perioadă, studiază cu pasiune filosofia. În 1909 se înscrie la Facultatea de istorie-filosofie a Universității din Moscova, renunțând la profesia de muzician. În 1912 pleacă în Germania, unde se ocupă cu studierea operei școlii neokantiane de la Marburg. Renunță și la specializarea în filosofie, problematica filosofică rămânând totuși în centrul atenției creației sale literare, până la romanul și scrisorile ultimilor ani. Pasternak optează, în final, definitiv, pentru literatură. 
În 1917 lucra în Biblioteca Comisariatului Sovietic al Educației.

## Poetul futurist
În 1911 debutează cu poezii în almanahul grupării "Lirika", iar în 1914 tipărește placheta de versuri "Geamănul din nori". După examenele de la Universitatea din Moscova își definitivează primul său volum de versuri (1914). Din dorința de a fi alături de generația sa, Pasternak se "înregimentează" literar în gruparea moderat futuristă "Centrifuga", fără a-și renega însă rădăcinile, care coboară până în "veacul de argint" al poeziei ruse (perioada Simbolismului și a Akmeismului, dominată de figura lui Blok). Volumul Pe deasupra barierelor (1917) este, în mare măsură, o reluare a temelor din prima sa carte. Volumele Sora mea viața (1922) și Teme și variațiuni (1923), în care Pasternak își elaborează modul cu totul special de a surprinde lumea în integritatea ei, sunt primite cu entuziasm, impunându-l drept un mare poet. În anii '20, Pasternak încearcă să-și găsească locul în lumea creată de Revoluția roșie scriind poemele epice 1905 (1925-1926) și Locotenentul Schmidt (1926-1927), care, alături de poemul Înalta maladie (1923-1928), îi aduc recunoașterea oficială.

## Pasternak și epoca stalinistă
La sfârșitul anilor 1930, deprimat din cauza nenorocirilor pe care le vede în jurul său - sunt anii terorii staliniste - Pasternak renunță pentru o vreme la opera personală și își câștigă existența traducând. Traduce mult din Shakespeare, Kleist, Goethe, Petőfi, Shelley, Verlaine, din germană, engleză și din poezia gruzină; călătorește, de altfe,l și în Gruzia. 
În timpul Războiului publică volumele de versuri Pe trenuri timpurii (1943) și Întinderea pământească (1945). În iarna aceluiași an, începe să scrie romanul Doctor Jivago. După război elaborează partea cea mai importantă din romanul Doctor Jivago, despre un intelectual cu opțiuni tragice între lumea intimă și existența publică, socială. În 1948, întregul tiraj de Opere alese de Pasternak, tipărit în anul precedent, este dat la topit. Publicarea romanului în străinătate în 1957, în Italia, și decernarea Premiului Nobel pentru literatură în 1958 a generat ascuțite critici în presa sovietică, soldate cu excluderea sa din Uniunea scriitorilor și constrângerea sa să renunțe de „bună voie” la Premiul Nobel. Prima ediție în limba rusă a romanului Doctor Jivago a fost publicată de editura Mouton Publishers din Olanda, la solicitarea CIA (Central Intelligence Agency) În 1959 încheie volumul de versuri Când se înseninează. La 30 mai 1960, scriitorul moare la Peredelkino, celebrul sat de creație al scriitorilor sovietici, situat într-o suburbie a Moscovei. În însemnările și scrisorile ultimilor ani Pasternak și-a adunat punctele sale de vedere asupra artei.